# 小倉城
小倉城（日语： kokura-jō *）是位于現今福岡縣北九州市小倉北區的城堡。別稱勝山城、勝野城、指月城、湧金城、鯉之城（日语：鯉ノ城）。是北九州市的著名觀光景點之一。

## 概要
大約在13世紀，小倉城建築於紫川河口的西岸的山丘上。現在的小倉城的占地範圍和規劃是到了安土桃山時代的1587年，由毛利勝信築城時確定下來的。而小倉城的南蠻造風格的天守則是由細川忠興所建造。
小倉城是梯郭式平城。城中心是本丸，其南面為松丸，北面為北之丸（日语：北の丸），在它們外圍依次設置有二之丸（日语：二の丸）和三之丸（日语：三の丸）和外郭。建築物包括以未做形狀加工的石材築成的石垣（日语：野面積み）和其上的天守與1座小天守、117個平櫓、16個二重櫓、12座櫓門及以及3271個狹間。城東流過的紫川被用為天然的護城河，將一部分城下町包圍在外郭之內，形成所謂式城郭結構。現存建築物為部份石垣及堀，天守、櫓門、庭園及大名屋敷為重建。若想知曉當時完整的城郭構造，可以通過北九州市立自然史・歷史博物館所藏小倉城全體模型了解。

## 天守

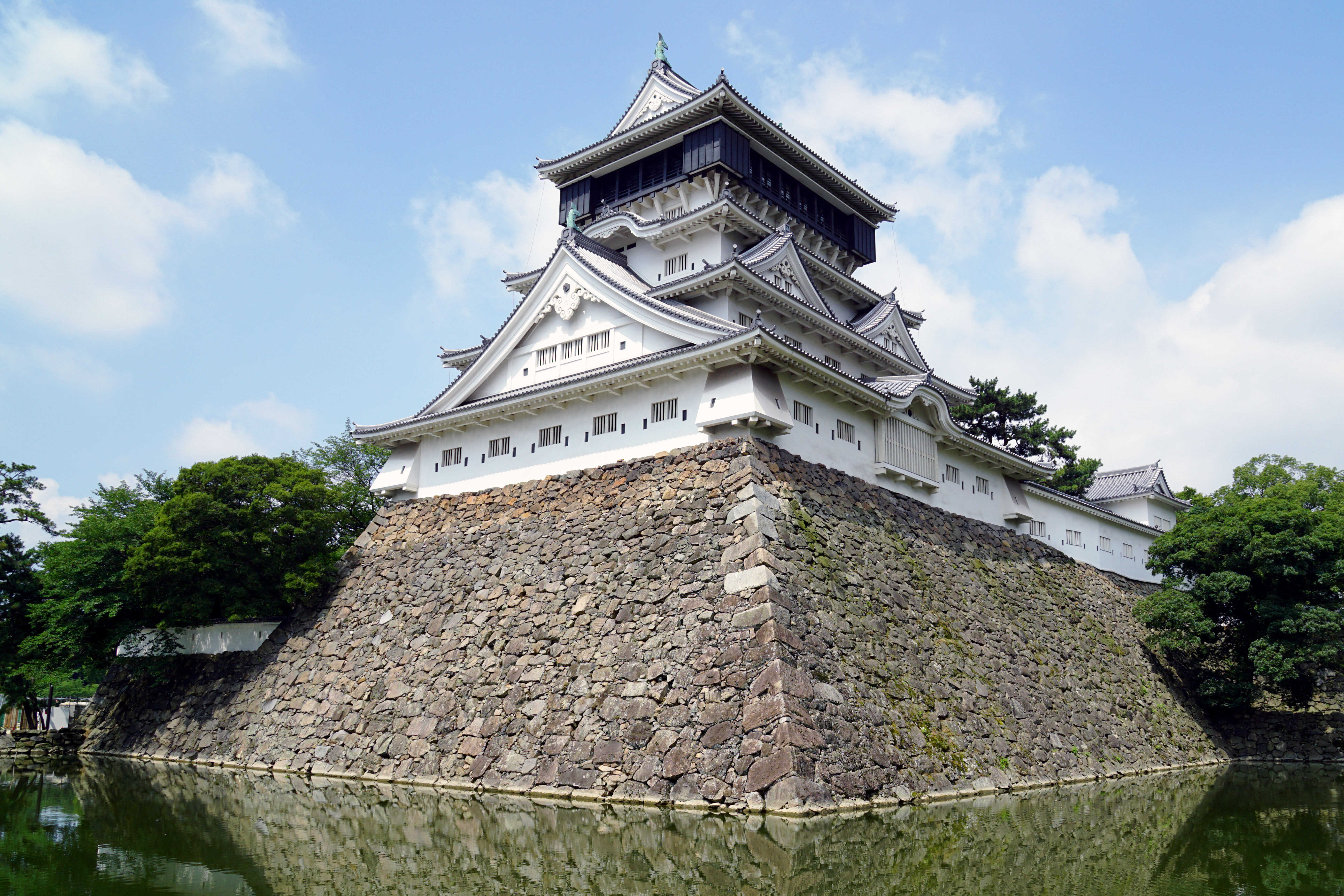
小倉城重建天守

小倉城的天守是4重5層的天守以及1重的小天守，是一個連結式塔層形天守。天守最上層為唐造（又名南蠻造）風格，使用，即設置於天守牆壁外侧的地板和欄杆。唐造風格除了美觀，還使得天守從外面看來層數顯得較少，在德川幕府時期一些大名天守為了避免猜忌而採用此風格，從實用角度講，突出的外迴緣可以為下層窗戶防雨。原本的天守除了最上層的歇山頂（日语：入母屋）破風，其餘各層沒有破風。
1837年（天保8年）火災燒毀天守和御殿，1839年重建時，在天守台建造了稱為“御三層”的建築代替天守。現在的天守是在1950年代根據《豐前小倉御天守記》、《小倉城繪卷》、《延享三年巡見上使御答書》等資料，用鋼筋混凝土結構建成。設計考證由藤岡通夫擔任。為了增加觀光性，加上了大入母屋破風、千鳥破風、唐破風等各式各樣的破風。

## 歷史
- 小倉城確實的築城年份不明，但應建於文永年間（1264年-1274年），當時為緒方大膳亮惟重的居城[2][3]。
- 1330年（元德2年）為黑崎土佐守景經的居城，其后為大內氏的支城。
- 1442年（嘉吉2年），太宰少贰親冬攻克此城。文明年間（1469-1486年）為菊池氏（日语：菊池氏）居城。
- 1569年（永祿12年），毛利家將小倉城授予背叛了大友家的高橋鑒種。
- 1587年（天正15年），城主高橋元種（日语：高橋元種）在豐臣秀吉的九州征伐中降服。豐臣秀吉將豐前小倉6萬石（另說10萬）領地賜封予森勝信。對當時的小倉城的情况没有详细的描述。此外勝信之子勝永也獲封豐前國領地1萬石。隨後豐臣秀吉令森勝信改姓與中國地區領主相同的毛利氏。
- 1600年（慶長5年），關原之戰後毛利勝信、勝永父子因參加西軍被沒收領地。德川家康論功行賞，細川忠興入主豐前國，初時細川氏以中津城為居城。從1602年開始，歷經7年時間的修築，細川家將小倉城改建為與其40萬石大名（準確說來是39萬9千石）地位相稱的居城，並以紫川將城下町劃分為東西兩部，西邊是武家屋敷（日语：武家屋敷），東邊是町人及下等武士的居所。
- 1632年（寬永9年），細川氏移封到肥後國，由譜代大名、原播磨明石城主小笠原忠真（其妹为当时細川家主忠利的正室）就封小倉城，所領為15萬石。自此以後小倉城為小笠原氏（日语：小笠原氏）小倉藩的居城。
- 1837年（天保8年），本丸火災，天守和御殿被燒毀，災後天守沒有被重建。
- 1866年（慶應2年），第二次長州征伐時，小倉藩成為進攻長州藩的前線。幕府側軍隊作由於戰不利，最終決定放棄小倉城。8月1日小倉城被燒毀，藩主逃到熊本城避難。家老以下的藩內首腦在田川郡香春指揮戰鬥。
- 1867年（慶應3年），長州藩與小倉藩達成和議，包含小倉城在內的企救郡被長州藩佔領。自此，小倉藩在香春以御茶屋（藩主巡視時停留的處所）為中心建立藩庁。1870年（明治2年），在京都郡豐町新建藩庁并遷移至彼處。
- 1875年（明治8年），陸軍步兵第14連隊（日语：歩兵第14連隊）及管轄步兵第14連隊的步兵第12旅團本部駐於小倉城松之丸舊址。
- 1898年（明治31年），陸軍第12師團司令部庁舍設於小倉城本丸舊址，1925年（大正14年）遷往久留米。
- 1934年（昭和9年），將城外鋳物師町的八坂神社（日语：八坂神社 (北九州市)）遷至城內。
- 1959年（昭和34年），重建天守，天守內部為鄉土資料館，需要付費進場[4]。
- 1990年（平成2年），天守內部全面重新裝修，增设全景·模型剧场等，改造为体验型设施。
- 1998年（平成10年），小倉城庭園及松本清張紀念館開幕。
- 2004年（平成16年），春季及秋季調查中，在篠崎口至清水門之间的外堀發現畝堀及堀障子，据推测是忠興時代興建的。
- 2007年（平成19年），整修了约8万枚屋瓦。[5]

## 觀光
- 地址：福岡県北九州市 小倉北区城内2−1
- 門票：成人350日元，中學生200日元，小學生100日元[6]
  - 小倉城、小倉城庭園、松本清張紀念館套票：成人700日元，中學生400日元，小學生250日元[7]
- 開放時間：9:00-18:00（4月－10月），9:00-17:00（11月－3月），全年開放[6]

### 交通
- 從西小倉站（九州旅客鐵道（JR九州）鹿兒島本線、日豐本線）出發，向南步行約10分鐘。
- 從小倉站（西日本旅客鐵道（JR西日本）山陽新幹線、九州旅客鐵道（JR九州）鹿兒島本線、北九州高速鐵道）出發，向西南步行約15分鐘。

## 圖集

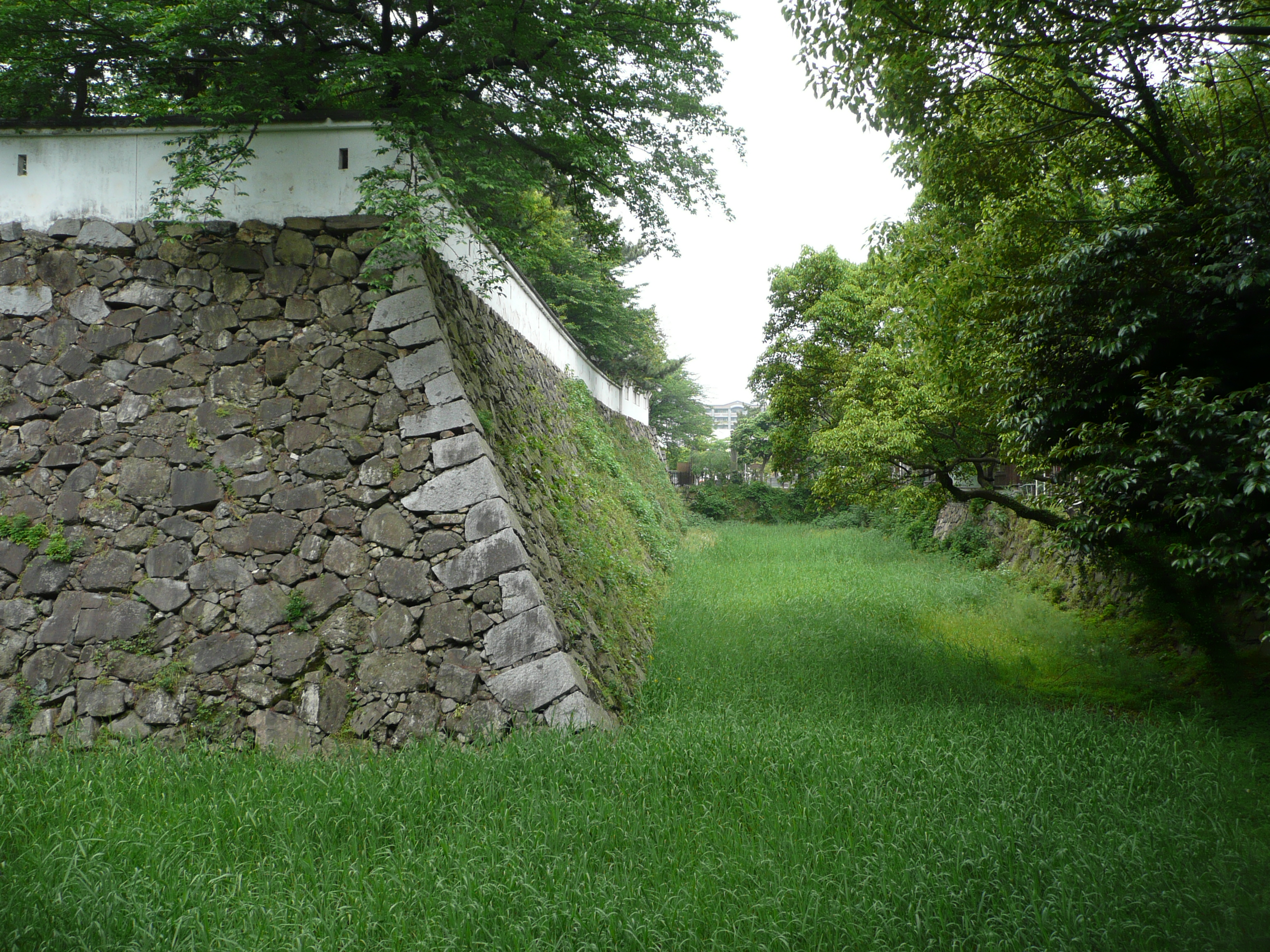
本丸的空堀
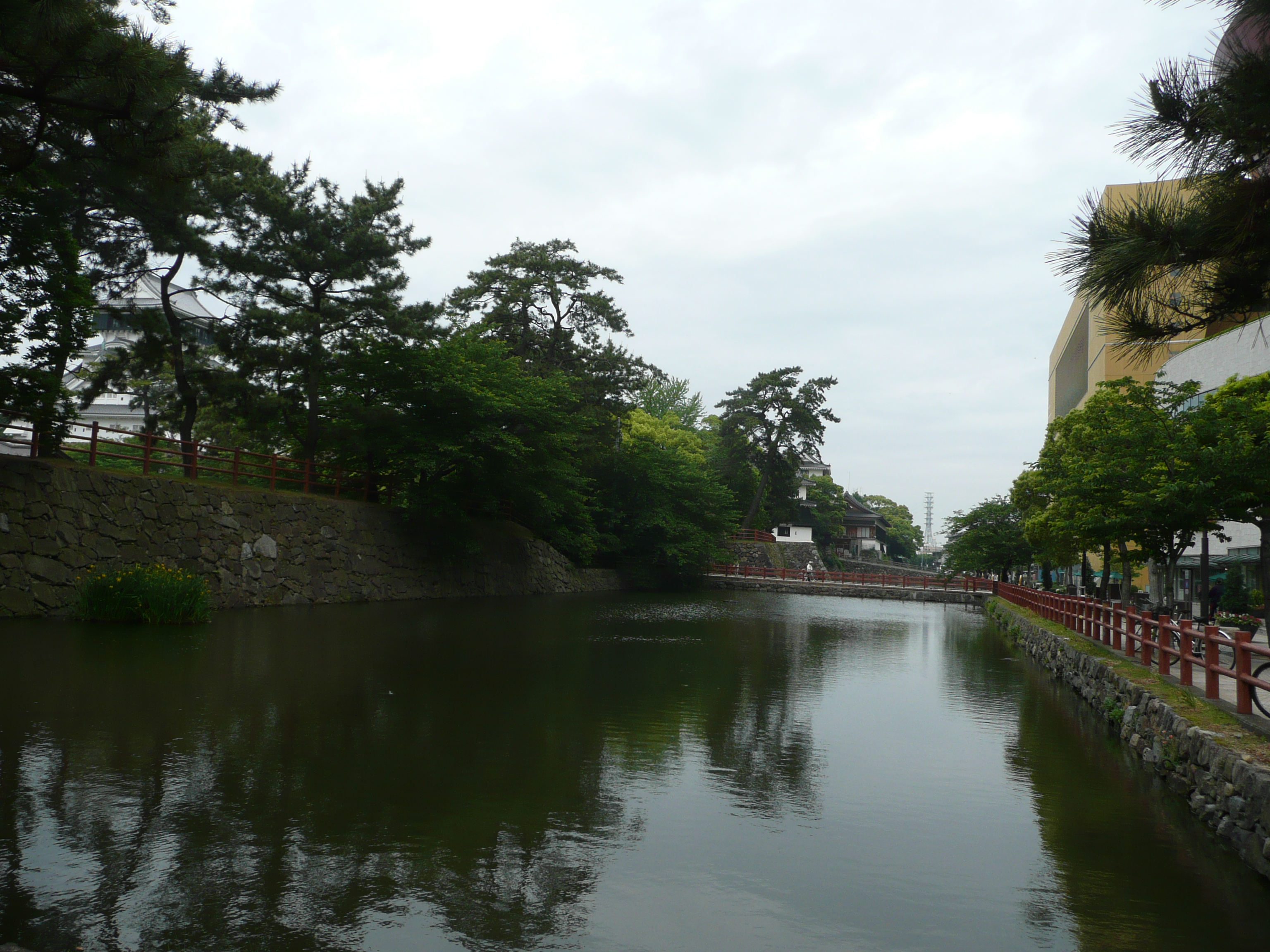
水堀
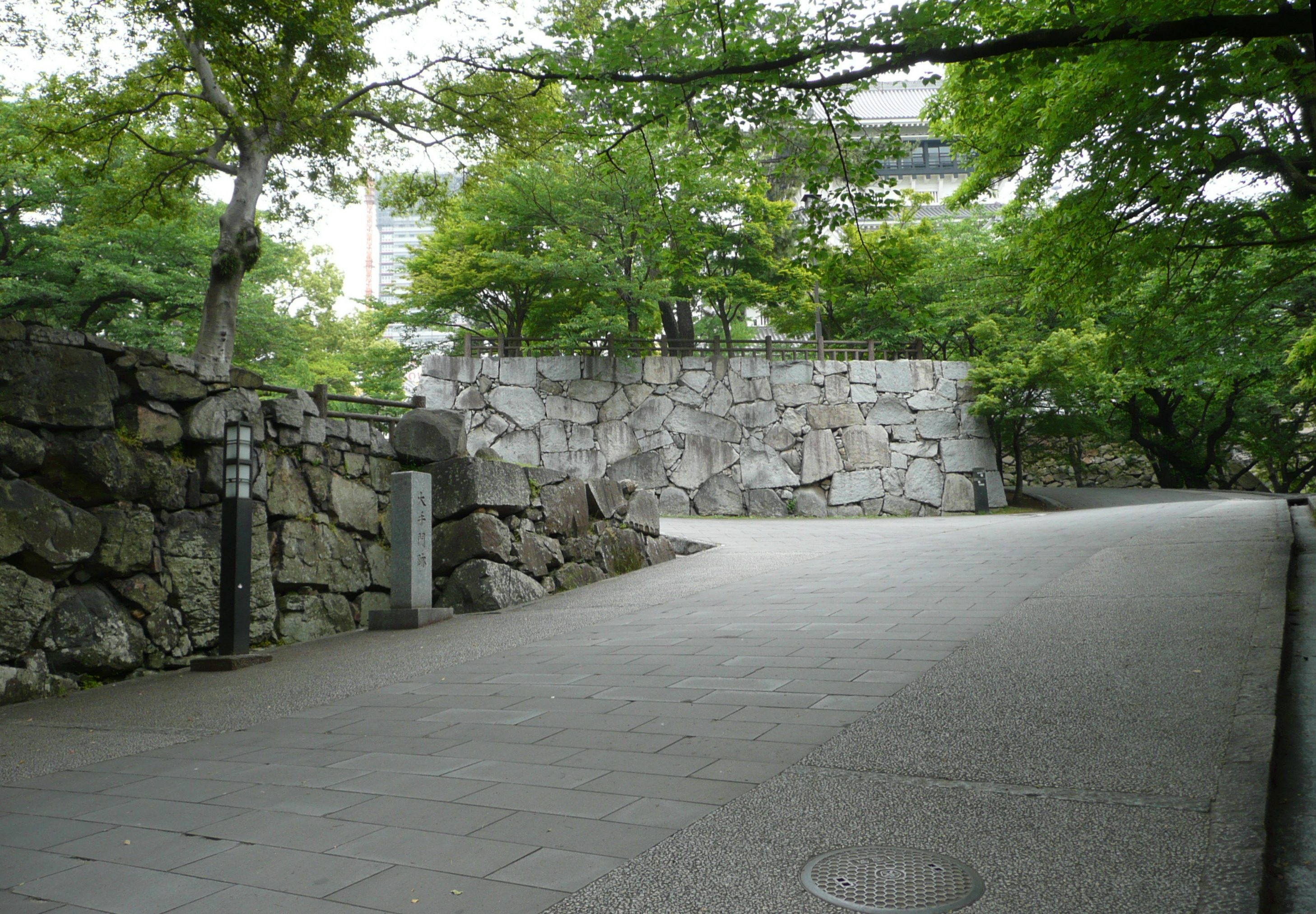
大手門舊址
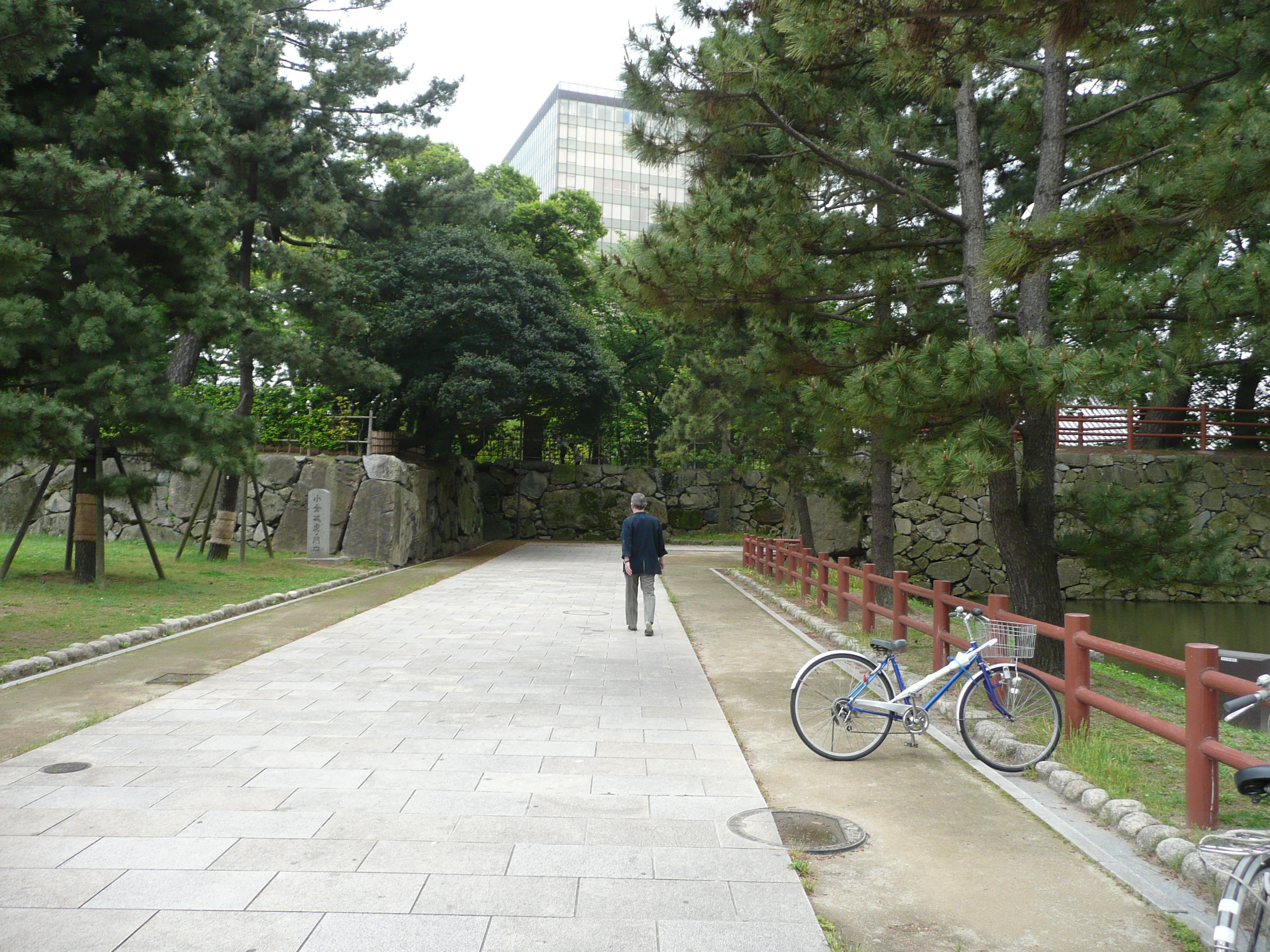
虎之門（日语：舊址
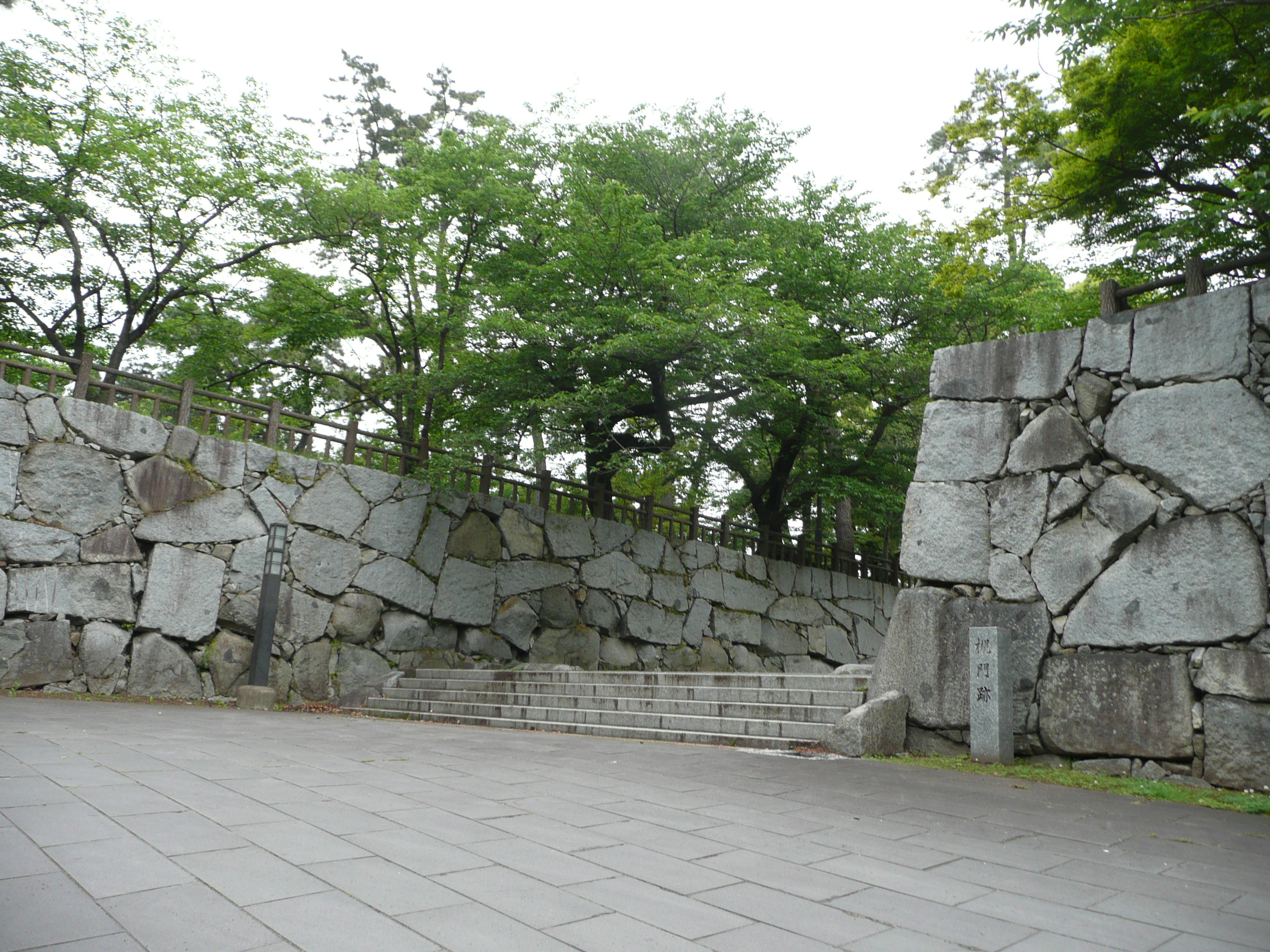
櫻門舊址
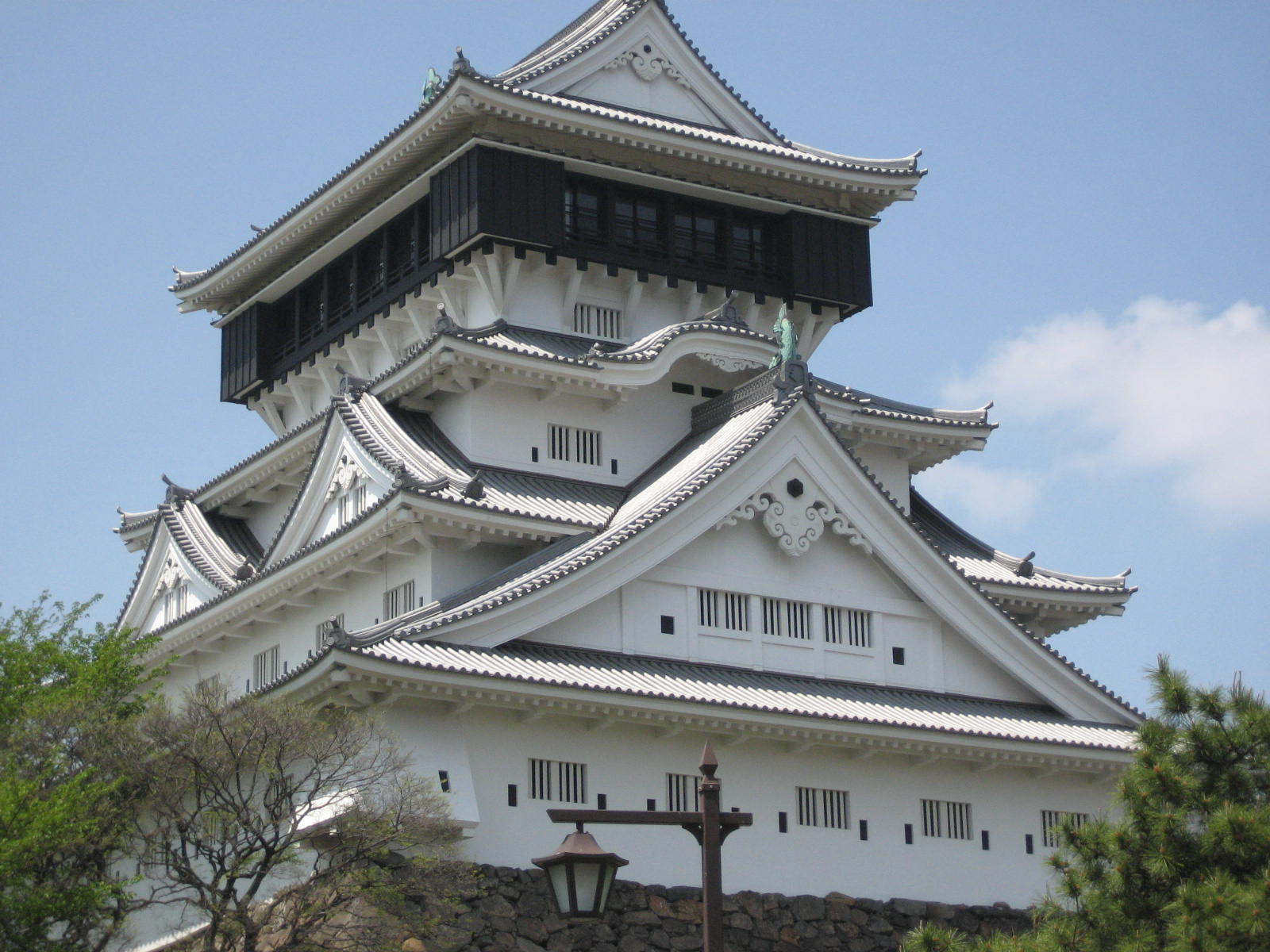
重建天守
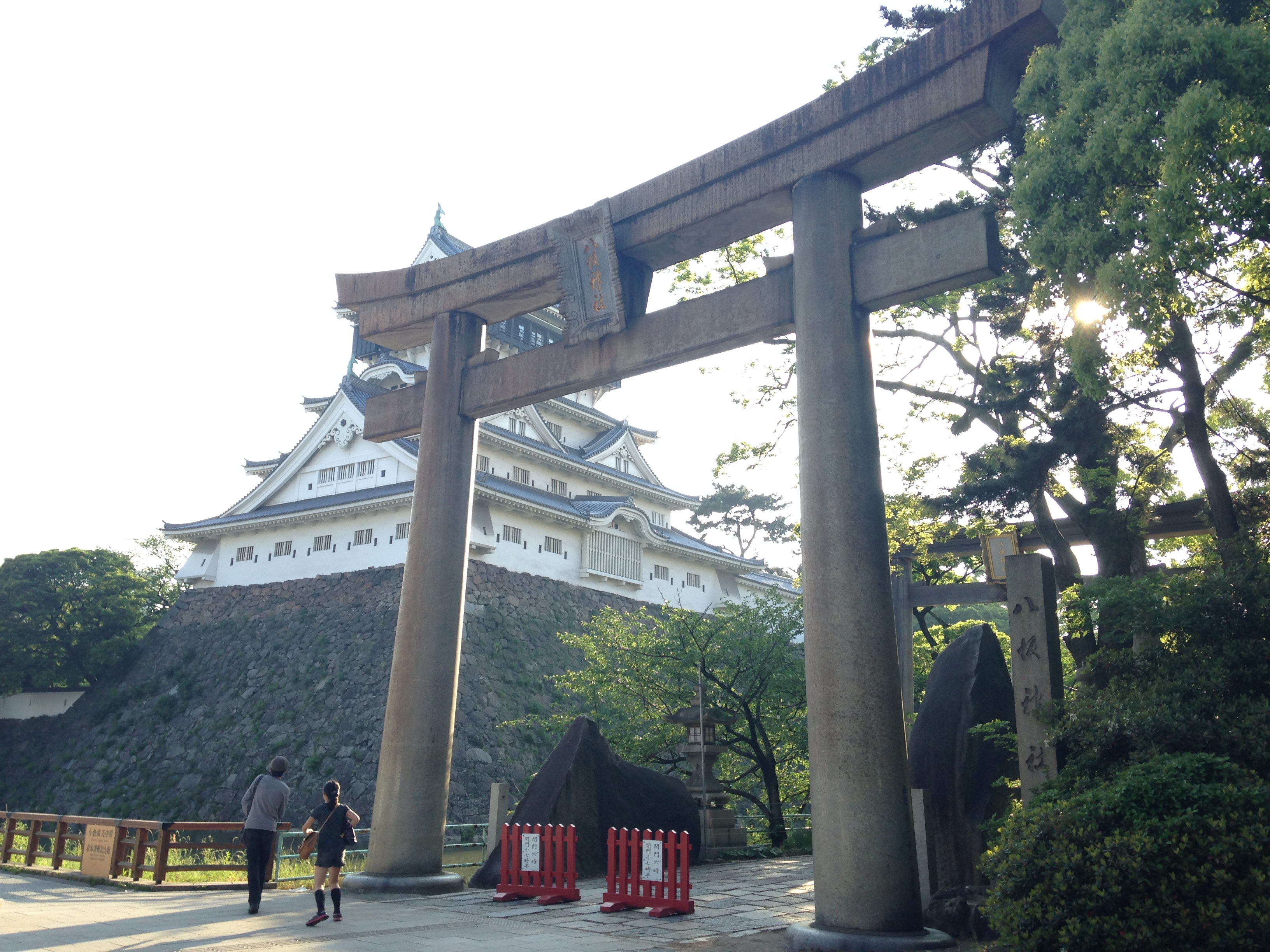
天守與八坂神社東側神道外的鳥居
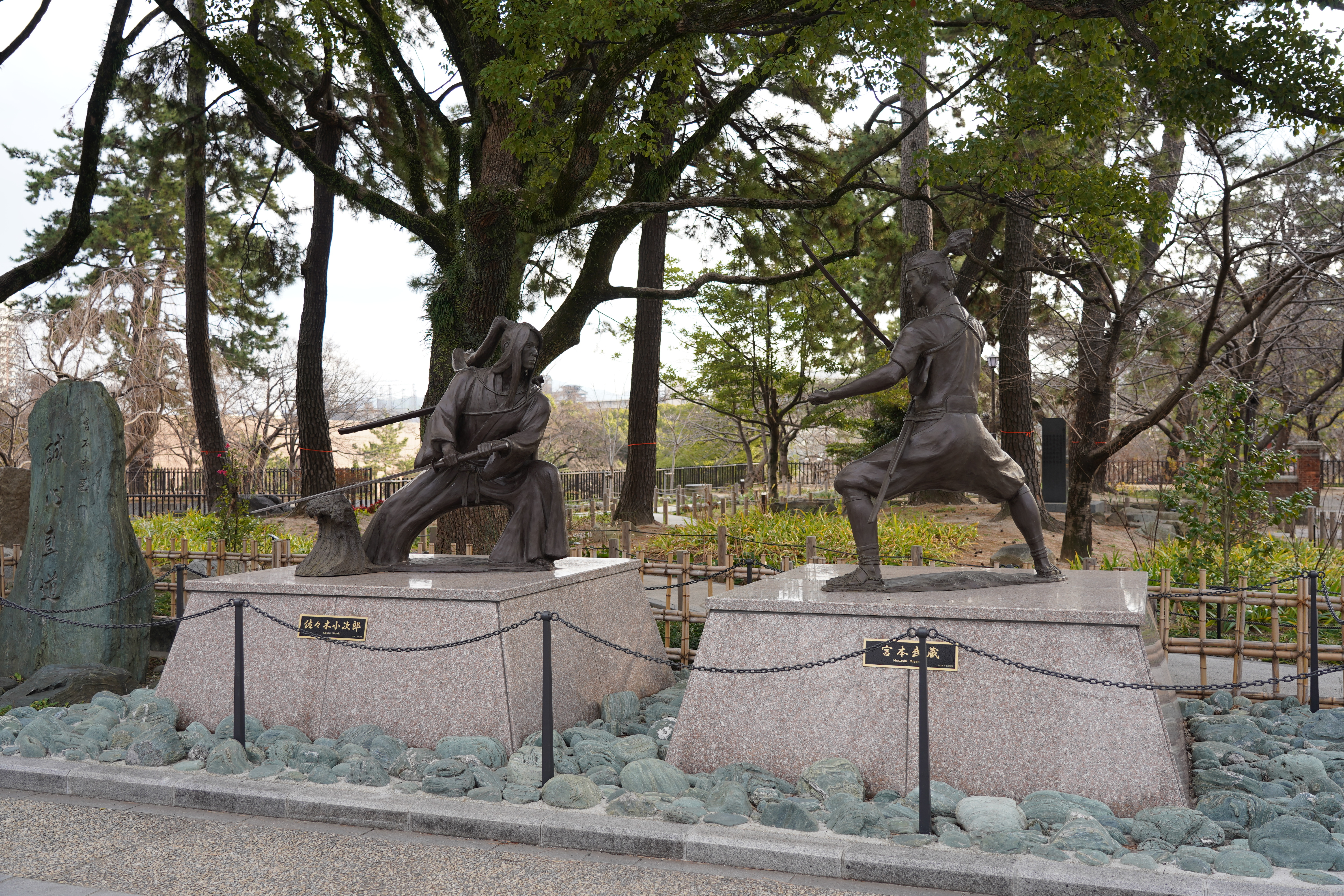
宮本武藏與佐佐木小次郎雕像

## 相關人物
細川忠興
細川藤孝之子。關原之戰後入主小倉藩的第一代藩主。小倉城天守建造者。精通能劇與茶道，是“利休七哲”之一。
細川玉
明智光秀之女，細川忠興之妻。由於不願被石田三成擄為人質要挾細川忠興，令家臣殺死自己（由於基督教信仰不允許自殺）。據說細川忠興入主小倉藩後，在小倉城為她舉行了盛大的彌撒。
小笠原忠真
德川家康的外曾孫，小笠原氏小倉藩第一代藩主。招攬了中國黃檗宗僧人即非如一建立廣壽山福聚寺，令來自中國的黃檗宗美術廣為流傳。
宮本武藏
以與細川氏小倉藩時代擔任劍術指南役的佐佐木小次郎之間的巖流島的決鬥而聞名。曾於小倉藩度過七年，養子伊織在小笠原家任家老。他曾有“吾之家族存於小笠原家，而吾之劍技傳於細川家”之語。

## 小倉城遊樂園
自1960年起的10年間，在小倉城內（今北九州市役所附近）曾建有遊樂園。1962年曾有“小倉城與雲霄飛車”（日语：小倉城とジェットコースター）的明信片發行。

## 關聯條目
- 日本城堡列表
- 勝山公園（日语：勝山公園 (北九州市)）
- 八坂神社（日语：八坂神社_(北九州市)） （位於小倉城內）
- 讚岐高松城
- 北九州市公所（日语：北九州市役所）
- 小倉祇園太鼓（日语：小倉祇園太鼓）

## 外部連結
- 小倉城 （页面存档备份，存于）
- 豐前小倉城 （页面存档备份，存于）
- 正保城絵図(国立公文書館デジタルアーカイブ) 國立公文圖書館數字化檔案，其中豊前国小倉城繪圖